# خالد الفالح
خالد بن عبد العزيز الفالح وزير الاستثمار السعودي، وكان قبلها يشغل منصب وزير الطاقة السعودي في الفترة من 7 مايو 2016 وحتى 8 سبتمبر 2019، وقد كان قبل ذلك وزيراً للصحة من عام 2015 وحتى 2016، ورئيس مجلس إدارة هيئة تنمية الصادرات السعودية والرئيس التنفيذي السابق لشركة أرامكو السعودية، وهي الشركة التي تدير ثاني أكبر احتياطي مؤكد من الزيت في العالم كما أنها أكبر شركة منتجة للزيت الخام في العالم.

## التعليم
التحق الفالح بالعمل في الشركة في عام 1979م. وبعد فترة قصيرة، أبتعث للدراسة في جامعة تكساس أيه آند إم (A&M) ليحصل منها على درجة البكالوريوس في الهندسة الميكانيكية عام 1982م. واصل الفالح دراسته وحصل على درجة الماجستير في عام 1991م في تخصص إدارة الأعمال من جامعة الملك فهد للبترول والمعادن بالظهران، المملكة العربية السعودية، كما أنه يحمل درجة الدكتوراه الفخرية من المعهد الكوري المتقدم للعلوم والتقنية.

## الحياة العملية
في يوليو 1999م، تولى الفالح وظيفة رئيس شركة بترون، المشروع المشترك بين أرامكو السعودية وشركة البترول الوطنية الفلبينية (تم بيع شركه بتورن). و قد كان للفالح دور مهم في المباحثات التي تمت بين حكومة المملكة العربية السعودية وشركات الزيت العالمية فيما يتعلق بمبادرة الغاز الطبيعي التي أطلقتها المملكة، والتي أفضت في النهاية إلى توقيع أربعة عقود بين حكومة المملكة وأرامكو السعودية وعدد من كبرى شركات الزيت العالمية.
وفي مطلع عام 2003م، عُين خالد الفالح نائباً للرئيس لقطاع عمل جديد، تحت مسمى تطوير الأعمال الجديدة. وفي أبريل 2004، عُين نائباً للرئيس للتنقيب، وذلك قبل تعيينه نائباً أعلى للرئيس لأعمال الغاز في أغسطس 2004م. كما شغل الفالح بعد ذلك منصب النائب الأعلى للرئيس للعلاقات الصناعية في أكتوبر 2005م.
وإلى جانب منصب رئيس مجلس إدارة أرامكو السعودية، يشغل منصب رئيس مجلس إدارة شركة التعدين العربية السعودية (معادن). ومنصب رئيس مجلس إدارة الهيئة الملكية للجبيل وينبع، وصندوق التنمية الصناعية السعودي، والهيئة السعودية للمدن الصناعية ومناطق التقنية (مدن)، وهيئة المساحة الجيولوجية السعودية، ومدينة الملك عبد العزيز للعلوم والتقنية، ومدينة الملك عبد الله للطاقة الذرية والمتجددة، وهيئة تنمية الصادرات السعودية.
تمت إعفاؤه من منصبه كوزير للطاقة في عهد الملك سلمان في سبتمبر 2019، وفي 25 فبراير 2020م صدر أمر ملكي بتعيينه وزيراً للاستثمار.

## العضويات
ينضم الفالح كعضو في كل من:البرنامج الوطني لتطوير التجمعات الصناعية، والمؤسسة العامة للتدريب التقني والمهني، وجمعية النفط والغاز التابعة للمنتدى الاقتصادي العالمي التي يرأسها، ومجلس الأعمال الآسيوي، ومجلس جي بي مورغان العالمي، ومجلس الأعمال الدولي التابع للمنتدى الاقتصادي العالمي. والجمعية الأمريكية للمهندسين الميكانيكيين، والاتحاد الدولي لاقتصاديات الطاقة، ونادي أوكسفورد لاقتصاديات الطاقة.

## الأوسمة
- وسام الملك عبد العزيز من الدرجة الممتازة (2009).

- وسام الشمس المشرقة الياباني من الدرجة الأولى (2018).
- منحه الملك سلمان بن عبد العزيز آل سعود وشاح الملك عبد العزيز من الطبقة الثانية في 6 أبريل 2021.[8]